# Trypherantis atelogramma
Trypherantis atelogramma är en fjärilsart som beskrevs av Edward Meyrick 1907. Trypherantis atelogramma ingår i släktet Trypherantis och familjen plattmalar. Inga underarter finns listade i Catalogue of Life.